# 若卡克劳迪努
若卡克劳迪努是巴西帕拉伊巴州的一个市镇。总面积74.005平方公里，总人口2606人，人口密度35.2人/平方公里。